# Ophiorrhiza repens
Ophiorrhiza repens là một loài thực vật có hoa trong họ Thiến thảo. Loài này được (Wall. ex G.Don) Bennet mô tả khoa học đầu tiên năm 1982.